# Steve Hytner
Steve Hytner (/ˈhaɪtnər/; n. 28 septembrie 1959, SUA) este un actor american. A devenit cunoscut pentru rolul lui Kenny Bania⁠(d) din serialul NBC Seinfeld.
Hytner este de loc din Long Island, New York. A avut roluri principale în The 100 Lives of Black Jack Savage⁠(d), Hardball⁠(d) și Working⁠(d), Roswell și roluri episodice în seriale precum CSI - Crime și Investigații, Prietenii tăi, Trăsniții din Queens, Doi bărbați și jumătate, Dharma & Greg⁠(d), Dosarele X, Lois și Clark, That's So Raven, George Lopez⁠(d), The Bill Engvall Show⁠(d), The Jeff Foxworthy Show⁠(d) și Mike și Molly⁠(d). Acesta îl interpretează pe Ty Parsec în două episoade din The Adventures of Buzz Lightyear of Star Command⁠(d) (2000).
A jucat în serialul original Disney Channel Zack & Cody, ce viață minunată în rolul lui Herman Spatz, în Baftă Charlie în rolul lui Marvin și în Sonny și steluța ei norocoasă în rolul lui Murphy. A avut rolul unui instructor de atelier în serialul HBO Bine dotat⁠(d).
Hytner a apărut în filme precum În bătaia puștii⁠(d), Furtună, peripeții și... dragoste⁠(d) și Vacanță în Europa⁠(d). Acesta și Christopher Walken sunt singurii actori care apar în primele trei filme din seria Profeția⁠(d).
Apare în filmul de comedie Petrecere la Vegas⁠(d) din 2006 și a revenit în rolul lui Kenny Bania în reuniunea fictivă a distribuției Seinfeld în cadrul serialului Larry David, inamicul public nr. 1⁠(d) în 2009. A fost consilierul Taberei Superior în filmul de comedie Fred 3: Camp Fred (2012) și joacă rolul clientului Roger Bodder în filmul de comedie/thriller Bad Vegan and the Teleportation Machine⁠(d).

## Filmografie parțială
| An      | Titl                                    | Rol                  | Note                                          |
| ------- | --------------------------------------- | -------------------- | --------------------------------------------- |
| 1990    | Ski Patrol                              | Myron                |                                               |
| 1991    | The Marrying Man                        | George               |                                               |
| 1993    | The Commish                             | Arlo Manno           | Episodul: Stoned                              |
| 1993    | The X-Files                             | Dr. Denny Murphy     | Episodul: Ice                                 |
| 1993    | In the Line of Fire                     | Tony Carducci        |                                               |
| 1994-98 | Seinfeld                                | Kenny Bania          | 7 episoade                                    |
| 1994    | The Shadow                              | Marine Guard         |                                               |
| 1995    | The Prophecy                            | Joseph               |                                               |
| 1997    | Face/Off                                | Interrogating Agent  |                                               |
| 1999    | Forces of Nature                        | Jack                 |                                               |
| 1999    | Love Stinks                             | Marty Mark           |                                               |
| 2000    | Buzz Lightyear of Star Command          | Ty Parsec            | 2 episoade                                    |
| 2002    | CSI: Crime Scene Investigation          | Jonathan Claddon     | Episodul: "Cats in the Cradle..."             |
| 2003    | Charlie's Angels: Full Throttle         | Bathroom Guy         |                                               |
| 2003    | The Haunted Mansion                     | Mr. Silverman        |                                               |
| 2004    | EuroTrip                                | Absinthe Green Fairy |                                               |
| 2006    | The Suite Life of Zack and Cody         | Herman Spatz         | Episodul: "Commercial Breaks"                 |
| 2006-07 | That's So Raven                         | Principal Stuckerman | Episoadele: "Soup to Nuts" și "Teacher's Pet" |
| 2007    | Totally Baked                           | Hack Murphy          | Segmentul: "Mudslingers"                      |
| 2008    | Man Maid                                | Mean Developer       |                                               |
| 2008    | Soccer Mom                              | Coach Kenny          |                                               |
| 2009    | Curb Your Enthusiasm                    | Steve Hytner         | Episodul: "The Table Read"                    |
| 2009    | Tom Cool                                |                      |                                               |
| 2010    | Darnell Dawkins: Mouth Guitar Legend    | Klaus                |                                               |
| 2011    | Good Luck Charlie                       | Marvin Starkwell     | Episodul: "Snow Show (Part 1 of 2)"           |
| 2011    | About Fifty                             | Larry of Lumpy's     |                                               |
| 2012    | Should've Been Romeo                    | Rick                 |                                               |
| 2016    | Bad Vegan and the Teleportation Machine | Roger Bodder         |                                               |
| 2019    | Extracurricular Activities              | Gary Vaughn          |                                               |